# Cratere Tikhov (Luna)
Tikhov è un cratere lunare di 83,97 km situato nella parte nord-occidentale della faccia nascosta della Luna.
Il cratere è dedicato all'astronomo sovietico Gavriil Adrianovič Tikhov.